# Melon Fashion Group
Melon Fashion Group («Мэлон Фэшн Груп») — российская компания, владеющая брендами Zarina, befree, Love Republic, Sela и Ìdol. Создана в 2005 году при реорганизации ретейл-бизнеса, существующего с 1993 года. Управляет более чем 800 магазинами. В 2021 году компания вошла в число 500 крупнейших предприятий России по размеру выручки согласно рейтингу РБК-500.

## История
В 1991 году петербургская швейная фабрика «Первомайская заря» была приватизирована, в первое время работа под заказ для таких глобальных брендов, как Marina Rinaldi, Gerry Weber, Max Mara и др. В 1993 году предприятие запустило собственную торговую марку «Зарина» и открыло неподалёку от фабрики одноимённый магазин.
В 1996 году у «Первомайской зари» было три фирменных магазина и появился зарубежный инвестор: 51% предприятия купил шведский фонд Scandinavian Manufactrust Aps (SMAPS, дочернее предприятие холдинга АV Kurt Kellermann). Инвестор принёс с собой новые марки Kellermann и Ci mi.
В 2002 году 25% ЗАО «Первомайская заря» приобрёл шведский фонд East Capital в обмен на инвестиции в $7 млн в течение трёх лет. После этого «Первомайская заря» зарегистрировала новый бренд befree (с англ. — «будь свободным») и решила ускорить развитие собственной розничной сети. В магазинах befree продавались все марки «Первомайской зари»: Zarina, Kellermann и Ci mi. Вскоре это было признано ошибкой, и марку Zarina выделили в отдельную розничную сеть, создав ей на замену марку деловой одежды di piu. К 2005 году мультибрендовая сеть befree отставала от Zarina по размеру выручки, и компания решила отказаться от марок Kellermann, di piu и Ci mi, сохранив их стили («повседневный, деловой и романтичный») внутри коллекций монобрендового befree.
В 2005 году акционеры разделили ЗАО «Первомайская заря» на две структуры. Историческое название сохранилось за девелоперской компанией, управляющей недвижимостью, доставшейся от советской фабрики. Её основной актив — бизнес-центр «Келлерманн» на 10-й Красноармейской улице в Адмиралтейской районе Петербурга. Сети магазинов Zarina и Befree оформили на компанию Melon Fashion Group. Производственные мощности вывели в город Остров Псковской области и Китай.
Осенью 2008 года компания «Мэлон Фэшн Груп» купила сеть Taxi, в которую входило 16 магазинов женской одежды. Инвесторы выделили группе $20 млн на сделку, ребрендинг Taxi и дальнейшую экспансию. В феврале 2009 года в московском «Охотном ряду» на месте Taxi открылся первый магазин Love Republic.
В 2017 году компания вышла на рынок Польши. К тому моменту она уже работала на Украине, где были собственные и франчайзинговые магазины, а также по франшизе в Казахстане, Беларуси, Грузии и Армении. В 2019 году после введения законодательного запрета на работу торговых центров по воскресеньям компания решила покинуть рынок Польши и закрыла все семь своих магазинов.
В 2018 году компания обновила штаб-квартиру в бизнес-центре «Келлерманн». В 2020 году новый офис получил премию Best Office Awards 2020 в номинации «Цена и Качество».
1 августа 2019 года в состав Melon Fashion Group вошли 278 магазинов основанной в 1991 году сети Sela, включая 143 собственные розничные точки. Благодаря сделке, которую называли «крупнейшей в истории российского рынка fashion-ритейла», компания выросла до 857 магазинов. Сумма сделки не раскрывалась.
Уже 45 лет компанию возглавляет Галина Генриховна Синцова.

## Магазины и производство
По итогам 2019 года у компании было 822 магазина в 205 городах. Своего производства у компании нет. По данным за первое полугодие 2018 года, Melon Fashion Group отшивала в России около 2% продукции (120 тысяч изделий) силами 8 фабрик-партнёров. На фабрики Китая в 2017 году приходилось 85,2% всех закупок, ещё 8,9% на Бангладеш, 2,8% закупается в Индии, 1,3% — Узбекистане, 0,6% — во Вьетнаме. Компания сотрудничает с 280 поставщиками из 9 стран и использует фулфилмент от компании Lamoda.
На 1 января 2025 года у сети насчитывалось 937 магазинов.

## Собственники и руководство
36% Melon Fashion Group владеет шведская инвестиционная компания Eastnine, ещё 11% владеет East Capital, 40% на 2019 год контролировал председатель совета директоров Дэвид Келлерманн, 6% у гендиректора Михаила Уржумцева.
19 октября 2022 года стало известно, что АФК «Система» договорилась о приобретении 47,7% акций Melon Fashion Group у шведских компаний Eastnine и East Capital Holding AB и группы частных инвесторов за 15,8 млрд рублей. В 2023 году сделка была сорвана, Eastnine отказалась от продажи акций.

## Финансовые показатели
Выручка Melon Fashion Group в 2019 году составила 23 млрд рублей (17,6 млрд в 2018), EBITDA — 2,8 млрд рублей (2 млрд в 2018), чистая прибыль — 1,56 млрд рублей (1,03 млрд годом ранее).
В 2019 году выручка сети Befree достигла 8,6 млрд рублей, сеть Zarina принесла 6,8 млрд рублей, Love Republic — 6,1 млрд рублей, а  Sela — 1,5 млрд рублей.
В 2024 году выручка компании выросла на 33% и составила 82 млрд рублей, а чистая прибыль — на 42%, до 10 млрд рублей. 
Компания стала лидером среди брендов по объемам прямых продаж на маркетплейсах рейтинга «E-commerce Index Top-100» за 2024 год в категории «Бренд в онлайне. Продажи на маркетплейсах».